# Walter Gibb
Walter Frame Gibb (ur. 26 marca 1919 w Port Talbot, zm. 4 października 2006) – brytyjski lotnik, as myśliwski okresu II wojny światowej oraz pilot doświadczalny, który dwukrotnie pobił rekord wysokości.

## Życiorys
Urodził się 26 marca 1919 w Port Talbot, w Walii jako syn szkockiego inżyniera górnictwa. Uczęszczał do Clifton College. W 1937 zatrudnił się jako uczeń mechanik w przedsiębiorstwie Bristol Aeroplane Company, trzy lata później wstąpił do Royal Air Force jako pilot. Podczas szkolenia pilotażu w Cranwell został uznany za ponadprzeciętnego pilota i otrzymał przydział jako instruktor do Centralnej Szkoły Pilotażu w South Cerney. Służył również jako instruktor w 54 Operational Training Unit.
W marcu 1942 został skierowany do 125 dywizjonu, a z początkiem 1943 przeniesiony do 264 dywizjonu wyposażonego w dwumiejscowe De Havilland Mosquito, na których odbywał długodystansowe loty nad Zatoką Biskajską. 22 marca 1943 wspólnie z załogą innego Mosquito zestrzelił Junkersa Ju 88. Podczas walk nad Francją zniszczył kilka pociągów. Następnie dowodził eskadrą w 605 dywizjonie, później został dowódcą 239 dywizjonu. Zgłosił zestrzelenie pięciu nocnych myśliwców, w tym dwóch asów, 6 marca 1945 strącił Waltera Borchersa (59 zwycięstw), a w nocy z 18 na 19 marca Wernera Baake.
W maju 1945 został odznaczony Distinguished Service Order. Po demobilizacji w styczniu 1946 został pilotem doświadczalnym w Bristol Aeroplane Company. 4 maja 1953 lecąc bombowcem English Electric Canberra ustanowił rekord wysokości – 19 406 metrów; w tym samym roku został odznaczony złotym medalem Królewskiego Aeroklubu. W 1955 awansował na głównego szefa oblatywaczy. 29 sierpnia 1955 pobił swój własny rekord wznosząc się na wysokość 20 083 metrów. W 1960 zrezygnował z oblatywania samolotów i został szefem działu technicznego wsparcia dla British Aircraft Company, a w 1978 został prezesem British Aerospace Australia.